# Czech Open 2019
Die Czech Open 2019 im Badminton fanden vom 26. bis zum 29. September 2019 in Brno statt.

## Sieger und Platzierte
| Disziplin    | Gold                        | Silber                           | Bronze                             |
| ------------ | --------------------------- | -------------------------------- | ---------------------------------- |
| Herreneinzel | Jonathan Dolan              | David Jones                      | Alejandro Alcalá                   |
| Herreneinzel | Jonathan Dolan              | David Jones                      | Luka Milić                         |
| Dameneinzel  | Abigail Holden              | Réka Madarász                    | Petra Polanc                       |
| Dameneinzel  | Abigail Holden              | Réka Madarász                    | Freya Redfearn                     |
| Herrendoppel | Joshua Magee Paul Reynolds  | Torjus Flåtten Vegard Rikheim    | Igor Bjelan Andrija Doder          |
| Herrendoppel | Joshua Magee Paul Reynolds  | Torjus Flåtten Vegard Rikheim    | Philipp Drexler Nicolas Rudolf     |
| Damendoppel  | Lisa Kaminski Hannah Pohl   | Alžběta Bášová Michaela Fuchsová | Serena Au Yeong Katharina Hochmeir |
| Damendoppel  | Lisa Kaminski Hannah Pohl   | Alžběta Bášová Michaela Fuchsová | Kornelia Marczak Dagmara Pekala    |
| Mixed        | Jakub Bitman Alžběta Bášová | William Villeger Sharone Bauer   | Miha Ivančič Petra Polanc          |
| Mixed        | Jakub Bitman Alžběta Bášová | William Villeger Sharone Bauer   | Paul Reynolds Rachael Darragh      |